# Lynn Loring
Pour les articles homonymes, voir Loring.
Lynn Zimring, née le 14 juillet 1944 à New York (État de New York) et morte le 23 décembre 2023 à Los Angeles, est une actrice et productrice (de cinéma et de télévision) américaine, connue sous le nom de scène de Lynn Loring.

## Biographie
À six ans, en 1951, Lynn Loring débute à la télévision américaine dans le feuilleton C'est déjà demain, où elle tient jusqu'en 1961 le rôle récurrent de Patti Tate (en).
Suivent trente-neuf séries, notamment de western, comme Les Mystères de l'Ouest (un épisode, 1966). Citons également Sur la piste du crime (douze épisodes, 1965), La Nouvelle Équipe (deux épisodes, 1970-1972) et Sergent Anderson (sa dernière série, un épisode, 1974).
Et en 1967, elle apparaît dans un épisode de la série de science-fiction Les Envahisseurs, aux côtés de Roy Thinnes qu'elle épouse la même année et dont elle divorce en 1984.
Elle joue également dans sept téléfilms, le premier diffusé en 1953. Ultérieurement, mentionnons The Horror at 37,000 Feet de David Lowell Rich (1973, avec Chuck Connors et Roy Thinnes) et The Kansas City Massacre de Dan Curtis (son ultime rôle au petit écran, 1975, avec Dale Robertson et Bo Hopkins).
Au cinéma, elle contribue à deux films américains, La Fièvre dans le sang d'Elia Kazan (1961, avec Natalie Wood et Warren Beatty) et Pressure Point d'Hubert Cornfield (1962, avec Sidney Poitier et Bobby Darin). Suit un troisième et dernier film, la coproduction américano-britannique Danger, planète inconnue de Robert Parrish (1969, avec Roy Thinnes et Ian Hendry).
Après son retrait comme actrice, Lynn Loring est productrice des deux films américains Mister Mom de Stan Dragoti (1983) et Kid et le Truand de Dan Curtis (1993), de quatre téléfilms (1979-1983), ainsi que de la série Glitter (en) (1984-1985).

## Filmographie

### Actrice

#### Cinéma (intégrale)
- 1961 : La Fièvre dans le sang (Splendor in the Grass) d'Elia Kazan : Carolyn
- 1962 : Pressure Point d'Hubert Cornfield : la jeune fille juive
- 1969 : Danger, planète inconnue (Doppelgänger ou Journey to the Far Side of the Sun) de Robert Parrish : Sharon Ross

#### Télévision (sélection)
Séries

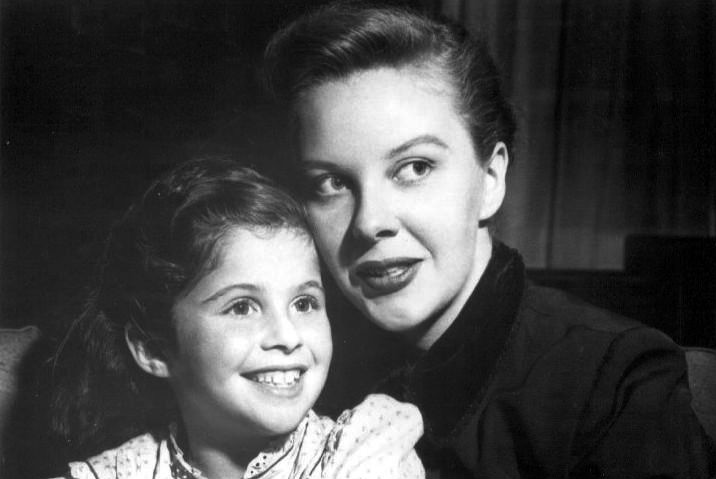
À ses débuts en 1951, avec Mary Stuart (à d.), dans le feuilleton C'est déjà demain

- 1951-1961 : C'est déjà demain (Search for Tomorrow), feuilleton, épisodes non spécifiés : Patty Tate
- 1952-1954 : Studio One
  - Saison 5, épisode 1 Le Meurtre (The Kill, 1952) de Franklin J. Schaffner : Carol Clark
  - Saison 6, épisode 24 Au-delà du doute raisonnable (Beyond a Reasonable Doubt, 1954) : Pat
- 1961 : C'est arrivé à Sunrise (Bus Stop)
  - Saison unique, épisode 13 Les Fugueurs (The Runaways) d'Arthur Hiller : Anabel Jenkins
- 1961-1964 : Les Accusés (The Defenders)
  - Saison 1, épisode 5 The Yooung Lovers (1961) de Buzz Kulik : Irene Demas
  - Saison 3, épisode 25 Die Laughing (1964) de Stuart Rosenberg : Blair Martin
- 1962 : La Grande Caravane (Wagon Train)
  - Saison 5, épisode 19 The Lonnie Fallon Story de Virgil W. Vogel : Kathy Jennings
- 1962 : Dobie Gillis (The Many Loves of Dobie Gillis)
  - Saison 3, épisode 18 Girls Will Be Boys de Rodney Amateau et épisode 32 Back to Nature Boy : Edwina Kegel
- 1963 : Gunsmoke ou Police des plaines (Gunsmoke ou Marshal Dillon)
  - Saison 99, épisode 13 Pa Hack's Brood de Jerry Hopper : Maybelle Hack
- 1964 : Le Plus Grand Chapiteau du monde (The Greatest Show on Earth)
  - Saison unique, épisode 30 You're All Right, Ivy de Jack Palance : Ivy Hatch
- 1964 : Perry Mason, première série
  - Saison 8, épisode 2 The Case of the Paper Bullets d'Arthur Marks : Susan Foster
- 1964 : Daniel Boone
  - Saison 1, épisode Tekawitha McLeod de Thomas Carr : rôle-titre
- 1964 : Suspicion (The Alfred Hitchcock Hour)
  - Saison 2, épisode 22 Behind the Locked Door de Robert Douglas : Bonnie Daniels
  - Saison 3, épisode 10 Memo from Purgatory de Joseph Pevney : Filene
- 1965 : Sur la piste du crime (The F.B.I.)
  - Saison 1, 12 épisodes : Barbara Erskine
- 1965 : La Grande Vallée (The Big Valley)
  - Saison 1, épisode 15 L'Inconnue (Judgement in Heaven) : Maybelle Williams
- 1966 : L'Homme à la Rolls (Burke's Law), première série
  - Saison 3, épisodes 16 et 17 Terror in a Tiny Town (Parts I & II) : Ann Rogers / Anna Rodriguez
- 1966 : Les Mystères de l'Ouest (The Wild Wild West)
  - Saison 1, épisode 19 La Nuit des esprits de feu (The Night of the Flaming Coast) de Lee H. Katzin : Carma Vasquez
- 1966 : Bonanza
  - Saison 8, épisode 1 Le Chagrin et la Fureur (Something Hurt, Something Wild) de William Witney : Laurie Ferguson
- 1967 : Les Envahisseurs (The Invaders)
  - Saison 1, épisode 14 Panique (Panic) de Robert Butler : Madeline Flagg
- 1967 : Des agents très spéciaux (The Man from U.N.C.L.E.)
  - Saison 3, épisode 18 L'Invention du professeur Nillson (The Deadly Smorgasbord Affair) de Barry Shear : Neila Nillson
  - Saison 4, épisode 2 L'École du crime (The Test Tube Killer Affair) : Christine Hobson
- 1970 : L'Immortel (The Immortal)
  - Saison unique, épisode 14 Le Dernier Voyage (To the Gods Alone) de Leslie H. Martinson : Grace Lee Canby
- 1970-1972 : La Nouvelle Équipe (The Mod Squad)
  - Saison 2, épisode 21 The Deadly Sin (1970) de Jerry Jameson : Melissa Laker
  - Saison 4, épisode 18 Shockwave (1972) de Barry Shear : Sue Ann Eldridge
- 1972 : Ghost Story
  - Saison unique, épisode 12 Touch of Madness de Robert Day : Janet
- 1974 : Sergent Anderson (Police Woman)
  - Saison 1, épisode 9 Les Fleurs du diable (Flowers of Evil) d'Alexander Singer : Janet Richards

Téléfilms
- 1966 : And Baby Makes Three de Richard Crenna : Jennie Winston
- 1971 : Black Noon de Bernard L. Kowalski : Lorna Keyes
- 1973 : The Horror at 37,000 Feet de David Lowell Rich : Manya
- 1975 : The Desperate Miles de Daniel Haller : Jill
- 1975 : The Kansas City Massacre de Dan Curtis : Vi Morland

### Productrice (intégrale)

#### Cinéma
- 1983 : Mister Mom (Mr. Mom) de Stan Dragoti
- 1993 : Kid et le Truand (Me and the Kid) de Dan Curtis

#### Télévision
(téléfilms, sauf mention contraire)
- 1979 : The Return of the Mod Squad de George McCowan
- 1981 : The Best Little Girl in the World de Sam O'Steen
- 1981 : Sizzle de Don Medford
- 1983 : Un mannequin sur mesure (Making of a Mile Model) d'Irving J. Moore
- 1984-1985 : Glitter (série), saison unique, 13 épisodes